# Буренин, Александр Григорьевич
Александр Григорьевич Буренин (28 апреля 1956, Чигорак, Воронежская область) — российский общественный деятель, глава администрации города Саратова с декабря 2013 года по январь 2016 год. Кандидат экономических наук.

## Трудовая деятельность
- 1973—1974 гг. — рабочий Чигарского торгового объединения
- 1974—1976 гг. — электромонтер по ремонту электрооборудования Борисоглебского приборостроительного завода
- 1976—1980 гг. — электромонтер по ремонту электрооборудования Саратовского научно-производственного объединения «Алмаз»
- 1980—1984 гг. — монтажник электромеханических и радиотехнических приборов и систем, мастер цеха научно-исследовательского технологического института
- 1982 г. — окончил Саратовский государственный университет имени Н. Г. Чернышевского по специальности «радиофизик».
- 1984—1987 гг. — старший инженер группы развития связи, начальник Центрального линейно-технического участка эксплуатационно-технического узла связи Главсредволговодстроя
- 1987—1990 гг. — инструктор промышленно-транспортного отдела, заместитель заведующего организационным отделом Волжского районного комитета КПСС
- 1990—1993 гг. — заместитель председателя, председатель Волжского районного Совета народных депутатов города Саратова
- 1993—1996 гг. — председатель комитета по экономике администрации города Саратова
- 1996—2002 гг. — директор по капитальному строительству, директор по капитальному строительству и быту, заместитель генерального директора по материально-техническому снабжению ОАО «Саратовский подшипниковый завод»
- 2002—2005 гг. — исполняющий обязанности заместителя директора по экономике и финансам, заместитель директора по комплектации эксплуатационными и общепромышленными материалами, исполняющий обязанности директора, директор предприятия производственно-технологической комплектации «ППТК» филиала ОАО «Мосэнерго»
- 2007—2009 гг. — генеральный директор ООО «Инвестиционно-строительная компания „Союз-С“»
- 2009—2010 гг. — директор ООО «М. И. Г. — Монтаж»
- 2010—2010 гг. — исполняющий обязанности первого заместителя главы администрации муниципального образования «Город Саратов», первый заместитель главы администрации муниципального образования «Город Саратов»
- 2010—2011 гг. — генеральный директор МУПП «Саратовводоканал»
- 2011—2011 гг. — исполняющий обязанности заместителя главы администрации муниципального образования «Город Саратов» по экономике
- 2011—2013 гг. — исполняющий обязанности заместителя главы администрации муниципального образования «Город Саратов» по градостроительству и архитектуре
- 2013—2016 гг. — глава администрации муниципального образования «Город Саратов».
- 2016—2018[2] гг. — зампред правительства Саратовской области
- 2017—2018 — руководитель Координационного совета по развитию Саратовской агломерации (с совмещением должности зампреда правительства Саратовской области)[3].
- 2018—н.в. — советник генерального директора АО «Управление отходами»[4].